# Eva Lindén
Eva Kristina Lindén, född 26 januari 1954 i Alvesta, Kronobergs län, är en svensk illustratör och tecknare. Hon är illustratören bakom Håkan Bråkan-böckerna med texter av Sören Olsson och Anders Jacobsson.
År 1994 grundade hon firman Evas Sudd & Kludd. Eva Lindén har illustrerat ett stort antal böcker, bland annat olika läromedel och de populära Håkan Bråkan-böckerna. På Sveriges författarfonds lista över upphovsmännen till de mest utlånade böckerna på landets bibliotek klättrade Eva Lindén från 148:e plats 2007 till 120:e plats 2010.